# Santuari de Shimogamo
Santuari Shimogamo (下鴨神社, Shimogamo-jinja) és el nom comú per a un important santuari xintoista que es troba al districte de Shimogamo, dins del Sakyo-ku de la ciutat de Kyoto. No obstant això, el seu nom formal és Kamo-mioya-jinja (賀茂御祖神社). És un dels més antics santuaris xintoístes al Japó i constitueix alhora un dels disset monuments històrics de l'antiga Kyoto designats com a tal per la Unesco per constituir un Patrimoni de la Humanitat.
El nom jinja identifica la família dels kami, o les deïtats que són venerades. El nom també fa referència a l'àmbit d'un bosc proper del santuari, que són vestigis de l'antic selva verge de la Tadasu no Mori. A més, les referències de nom del santuari també són pels primers habitants de la zona, el clan dels Kamo, molts dels quals segueixen vivint prop del santuari que els seus avantpassats tradicionalment han anat servint. El santuari Shimogamo està dedicat a la veneració de Tamayori-hime (玉依姫; lit., Esperit acollidor de solteres) i el seu pare, Kamo Taketsunomi (賀茂建角身). Tamayori-hime és la mare de Kamo Wakeikazuchi (賀茂別雷; el tro-divisor de Kamo), qui va ser engendrat per Honoikazuchi-no-mikoto (火雷神; El Déu del Foc i els llampecs).

## Història
El santuari va esdevenir objecte del patrocini imperial al començament del Període Heian. El shimogamo, juntament amb el santuari Kamigamo, va ser designat un dels dos principals santuaris xintoístes (ichinomiya) de l'antiga Província de Yamashiro. El terme Kamo-jinja en japonès és una referència general al santuari Shimogamo i el santuari Kamigamo, els tradicionalment associats als santuaris Kamo de Kyoto; dels dos, el Shimogamo és el santuari més antic, seria uns cent anys més antic que el Kamigamo, i que data del segle vi, segles abans de Kyoto va esdevenir la capital del Japó. El Kamo-jinja exerceix la funció de protegir Kyoto de males influències externes.
L'any 965, l'Emperador Murakami va ordenar que missatgers imperials anessin enviats per informar dels esdeveniments importants al guardià Kami. Després de la restauració Meiji, entre 1871 i 1946, el Shimogamo va ser oficialment designat com un dels Kanpei-taisha (官幣大社) (官幣大社, 'Kanpei-taisha'?), la qual cosa significava que quedava sota suport del govern nipó.

### Visites imperials
Al llarg de la seva història, aquest santuari ha estat visitat per diversos emperadors:
- 794: L'emperador Kammu durant una gran marxa.[11]
- 942: L'emperador Suzaku va visitar el santuari per oferir una ofrena d'agraïment per la restauració de la pau.[11]
- 979: L'emperador En'yū va decidir que una visita imperial del santuari Iwashimizu també havia d'estar acompanyada d'una altra al Santuari Kamo.[11]
- 1088: L'emperador Horikawa[12]
- 1156: L'emperador Go-Shirakawa.[13]

## Estructures
L'estructura original va ser aixecada el 678 durant el regnat de l'emperador Tenmu, convertint-se al principal edifici durant el regnat de l'emperador Kammu quan la capital japonesa va ser traslladada de Nara a Heian-kyo.

### Galeria

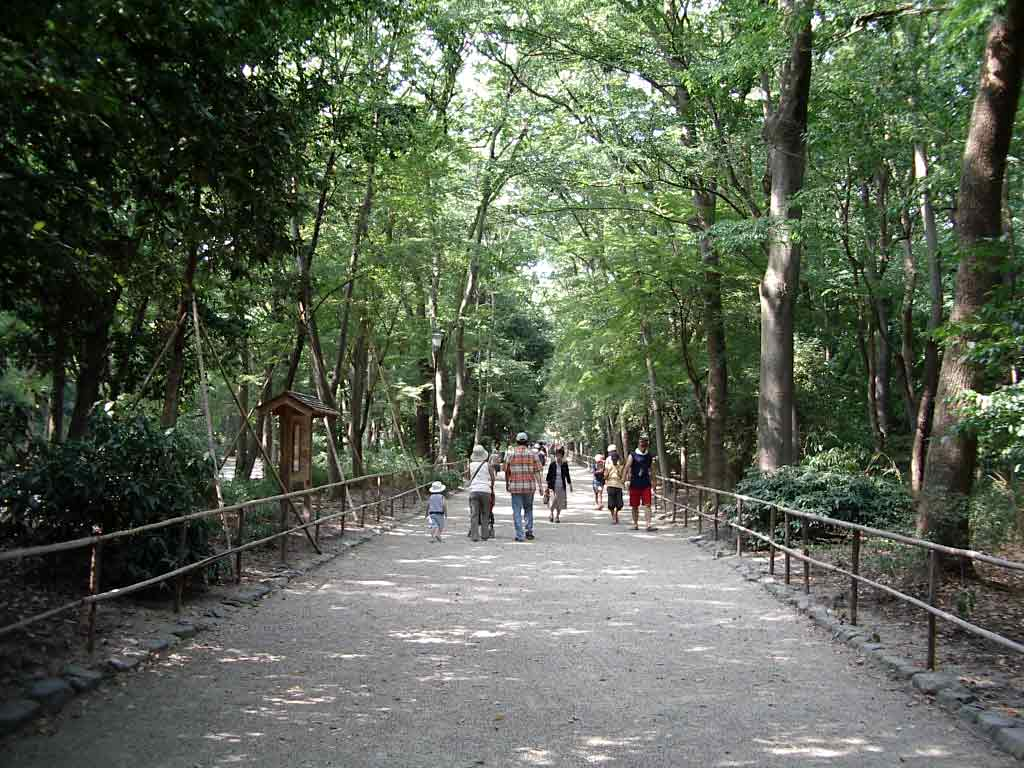
Aquest camí condueix a través del Tadasu no Mori (el "Bosc on les mentides són revelades").
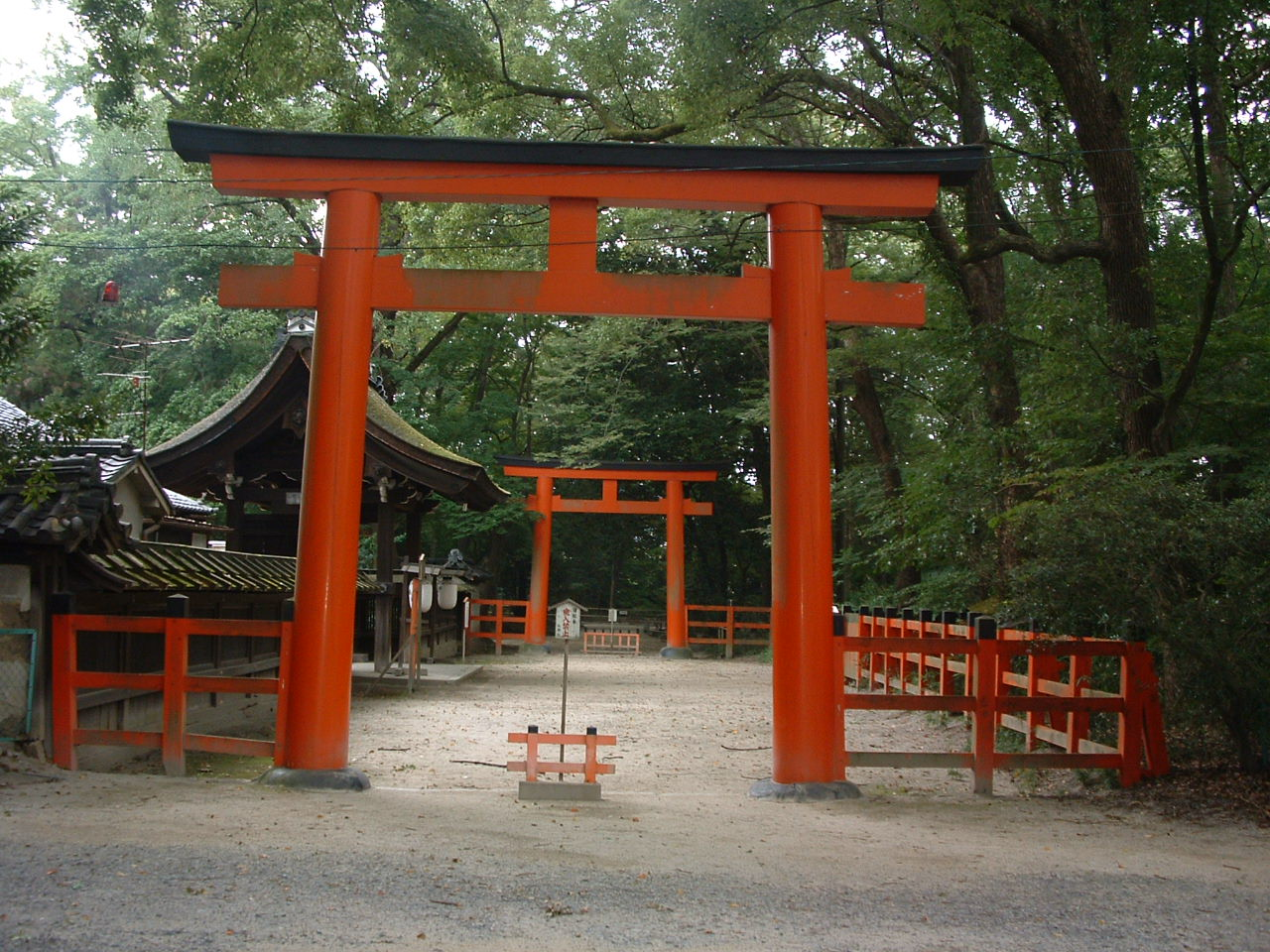
Un parell de Torii del Santuari.
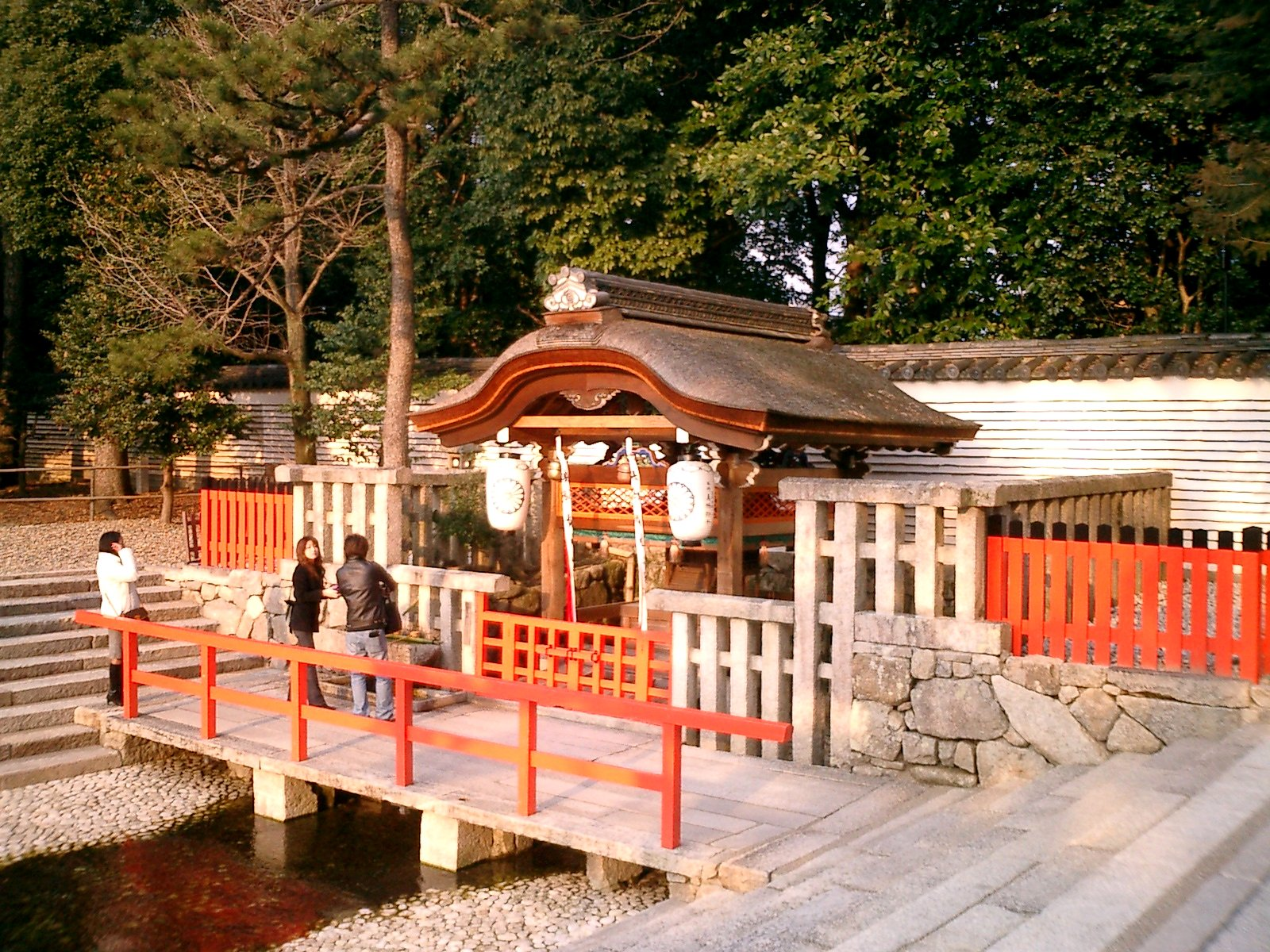
Mitarai-sha.
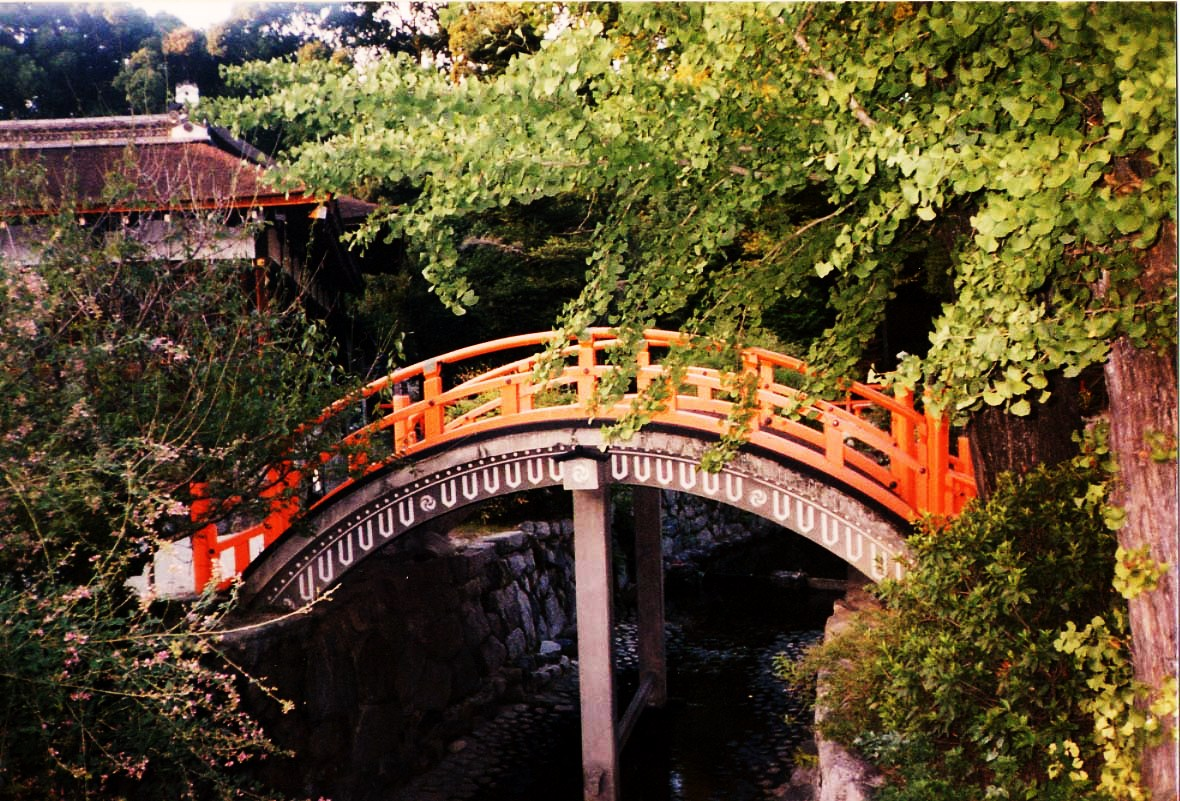
El pont Taikobashi.